# Zuřící dědeček a jeho reptající vnuk
Zuřící dědeček a jeho reptající vnuk (též Zuřící dědeček a jeho reptající vnuk v Prokletí Pekelných ryb, v anglickém originále Raging Abe Simpson and His Grumbling Grandson in "The Curse of the Flying Hellfish") jsou 22. díl 7. řady (celkem 150.) amerického animovaného seriálu Simpsonovi. Scénář napsal Jonathan Collier a díl režíroval Jeffrey Lynch. V USA měl premiéru dne 28. dubna 1996 na stanici Fox Broadcasting Company a v Česku byl poprvé vysílán 3. února 1998 na stanici ČT2.

## Děj
Během Dne prarodičů na Springfieldské základní škole dědeček svými povídačkami přivádí Barta do rozpaků, čímž se jejich vztah zhoršuje. V domově důchodců se děda dozví, že zemřel Asa Phelps, jeden z mužů, kteří sloužili pod jeho velením v armádě během druhé světové války. Děda a pan Burns jsou nyní jedinými dvěma přeživšími členy jejich pěšího oddílu, známého jako Létající pekelné ryby. Burns nechce čekat na dědečkovu přirozenou smrt, a tak si najme nájemného vraha, aby ho zabil. Poté, co se děda vyhne několika pokusům o vraždu, hledá útočiště v domě Simpsonových. Ubytuje se v Bartově pokoji a vysvětlí mu, proč ho chce Burns zabít. 
V retrospektivě mu prozradí, že oddíl objevil v posledních dnech druhé světové války na německém zámku několik neocenitelných obrazů. Aby nebyli při krádeži obrazů chyceni, vytvořili vojáci tontinu a zamkli je do trezoru, který byl ukrytý; poslední přeživší člen jejich skupiny měl sbírku zdědit. Každý muž dostal klíč, který je potřeba ke spuštění mechanismu, jenž odhalí, kde jsou obrazy ukryty. 
Poté, co dědeček ukončí své vyprávění, Burns prorazí stěnu Bartovy ložnice a násilím se zmocní dědečkova klíče. Poté, co Bart lstí získá Burnsův a dědečkův klíč, spěchá s dědečkem k pomníku na místním hřbitově. Po aktivaci lokalizačního mechanismu v pomníku zjistí, že obrazy jsou ukryty na dně jezera. Vypůjčí si motorový člun Neda Flanderse a vydají se na místo. 
Bart při potápění získá zpět trezor. Když jej s dědečkem otevřou, přijede Burns a pod pohrůžkou střelné zbraně si obrazy vezme. Když ho Bart nazve zbabělcem a ostudou oddílu, Burns ho kopne do prázdného trezoru, který se zamkne a převrhne zpět do jezera. Poté, co se děda potopí a zachrání Barta, pronásleduje dvojice Burnse zpět na břeh, kde ho děda přemůže. Místo aby dědeček Burnse zabil, mu udělí čestné propuštění za pokus o zabití svého velícího důstojníka a vnuka a vyloučí ho z tontiny. 
Než děda s Bartem odejdou s obrazy, dorazí několik agentů ministerstva zahraničí. Ti odhalí, že americká vláda se snaží obrazy najít už padesát let, aby se vyhnula mezinárodnímu incidentu s Německem. Agenti obrazy zabaví a předají je dědici jednoho z původních majitelů Eurotrashe, takže Bart a děda zůstanou s prázdnýma rukama. Navzdory ztrátě je dědeček spokojený, protože ví, že Bartovi dokázal, že není jen ubohý stařík. Poté, co se usmířili, se obejmou.

## Produkce
Jonathan Collier, který epizodu napsal, dostal nápad poté, co si přečetl několik tehdy aktuálních příběhů o tom, že se na povrch vynořilo ztracené umění. Příběh se pak vyvinul v příběh zahrnující dědečka a Burnse a dal scenáristům příležitost představit příbuzné některých opakujících se postav. Ostatní členové Létajících pekelných ryb byli založeni na stereotypních postavách z válečných filmů. S nápadem mít tontinu přišel Bill Oakley, který tento nápad získal „z jedné staré epizody Barneyho Millera“. Collier původně jednotku pojmenoval Bojující pekelná ryba, ale později ji přejmenoval na Létající pekelnou rybu. Logo jednotky bylo navrženo s použitím původního názvu a po změně názvu nebylo následně upraveno.
Dohlížející režisér David Silverman popisuje režii v této epizodě jako „úžasně brilantní práci“. Režisérovi Jeffreymu Lynchovi pomáhal Brad Bird, s nímž spolupracoval na mnoha složitých záběrech. Lynch v té době neměl žádné další epizody, na kterých by musel pracovat, a mohl se práci na tomto dílu věnovat hodně dlouho. Většinu storyboardu si vytvořil sám. Díl obsahuje více efektových záběrů než průměrná epizoda Simpsonových, na mnoha z nich pracoval animátor Dexter Reed. Mezi další animátory, kteří na epizodě pracovali, patří Chris Clements, Ely Lester, James Purdum, Tommy Tejeda a Orlando Baeza.

## Kulturní odkazy
Většina scén v retrospektivních částech je založena na Sgt. Rock od DC Comics a Sgt. Fury and his Howling Commandos od Marvel Comics. Mnoho obrazů v epizodě je založeno na skutečných obrazech, které se ztratily během druhé světové války. Animátoři se při tvorbě návrhů odvolávali na knihu ztraceného umění. Mezi další kulturní odkazy v epizodě patří dědečkova vzpomínka na jeho střet se smrtí v domově důchodců, jenž je odkazem na návrat Dorotky do Kansasu v Čaroději ze země Oz. Pasáž, v níž Ox vysvětluje pojem tontina, je podobná scéně z dílu seriálu M*A*S*H Všichni dobří vojáci. Nálet Létajících pekelných ryb na hrad připomíná útok na zámek ve filmu Tucet špinavců. Scéna, ve které se děda snaží zavraždit Hitlera, vychází z filmu Den pro Šakala. Během této scény Abe říká: „Tvůj mozek nikdy nezachrání, Hitlere.“, což je odkaz na film z roku 1963 s názvem They Saved Hitler's Brain. Píseň, kterou hraje baron von Hertzenberger při odjezdu, je „Caterpillar“ od DJ Keokiho.

## Přijetí
V původním vysílání se díl umístil na 48. místě ve sledovanosti v týdnu od 22. do 28. dubna 1996 s ratingem 8,3 podle agentury Nielsen a byl druhým nejsledovanějším pořadem stanice Fox v tomto týdnu, hned po seriálu Akta X.
Autoři knihy I Can't Believe It's a Bigger and Better Updated Unofficial Simpsons Guide, Warren Martyn a Adrian Wood, napsali, že epizoda je „pozoruhodná tím, že pan Burns napodobuje Marge, má několik efektních akčních scén a několik dobrých podvodních scén – ale není nijak zvlášť brilantní“.
Dave Foster z DVD Times uvedl: „Z hlediska filmového ztvárnění je to snadno vrchol této řady, s nádhernou animací, inscenací a osvětlením, které doplňují to, co je v podstatě mini akční dobrodružný film skvěle realizovaný prostřednictvím dědy a Barta. Stejně jako řada dalších epizod této řady funguje také jako další příklad posilování rodinných vazeb, i když nikdy ne na úkor zábavy.“.
Colin Jacobson z DVD Movie Guide napsal, že „je velmi zábavné nahlédnout do dědečkovy válečné minulosti, zejména proto, že v ní najdeme předchůdce seriálových stálic. Líbí se mi také akční švih, kterým se příběh ubírá, protože se stává chytrým a vynalézavým. Vychází z toho úžasná podívaná.“
Adam Finley z TV Squad zařadil díl mezi nejdojemnější epizody Simpsonových s tím, že je to „spíše ‚bláznivý akční úlet‘ než emocionální, ale uvádím ho zde, protože ukazuje dědu Simpsona jako někoho jiného než starého bláznivého bručouna“.